# Valeria Rossi
Valeria Rossi (* 7. März 1969 in Tripolis, Libyen) ist eine italienische Popsängerin und Songwriterin.

## Karriere
Geboren in Libyen, zog Rossi mit ihrer Familie als kleines Kind in die Provinz Rom. Sie war immer schon musikinteressiert, studierte aber zunächst Rechtswissenschaften und ging verschiedenen Gelegenheitsjobs nach, bis sie einen Vertrag als Songwriterin erhielt. Nachdem sie auch Gesang studiert hatte, nahm sie vermehrt eigene Lieder auf. Mit dem Lied Tre parole bewarb sie sich für die Newcomer-Kategorie des Sanremo-Festivals 2001, wurde allerdings nicht zugelassen. 
Im Sommer 2001 wurde das Lied in einer neuen Version veröffentlicht und schnell ein großer Radioerfolg; die Sängerin gewann den Wettbewerb Festivalbar und einen Italian Music Award (jeweils in der Kategorie „Entdeckung des Jahres“). Tre parole war in Italien der Sommerhit des Jahres und hielt sich sieben Wochen an der Spitze der Singlecharts, in der Jahreswertung der Singles erreichte es Platz zwei. Auch in anderen europäischen Ländern war das Lied erfolgreich, und nach dem fünften Platz in den spanischen Charts nahm Rossi auch eine spanische Version unter dem Titel Tres palabras auf.
Im Oktober 2001 erschien Rossis Debütalbum Ricordatevi dei fiori. Nach einigen weiteren Singles nahm sie im Sommer 2003 mit dem Lied Luna di lana erneut an Festivalbar teil und veröffentlichte im Februar 2004 das zweite Album Osservi l’aria. In den folgenden Jahren verschwand Rossi wieder von der Bühne, blieb aber als Songwriterin aktiv. Erst 2014 legte sie ein neues Album vor, Bimbincucina, eine Beilage zu einem Kochbuch für Kinder. 2018 nahm sie an der Seite von Orietta Berti an der Fernsehshow Ora o mai più auf Rai 1 teil.

## Diskografie
Alben

| Jahr | Titel                 | Höchstplatzierung, Gesamtwochen, AuszeichnungChartplatzierungen (Jahr, Titel, Platzierungen, Wochen, Auszeichnungen, Anmerkungen) | Höchstplatzierung, Gesamtwochen, AuszeichnungChartplatzierungen (Jahr, Titel, Platzierungen, Wochen, Auszeichnungen, Anmerkungen) | Anmerkungen |
| Jahr | Titel                 | IT | CH | Anmerkungen |
| ---- | --------------------- | --- | --- | ----------- |
| 2001 | Ricordatevi dei fiori | IT28 (17 Wo.)IT | CH97 (1 Wo.)CH | BMG         |

- Osservi l’aria (2004)
- Bimbincucina (2014)

Singles

| Jahr | Titel Album                            | Höchstplatzierung, Gesamtwochen, AuszeichnungChartplatzierungen (Jahr, Titel, Album, Platzierungen, Wochen, Auszeichnungen, Anmerkungen) | Höchstplatzierung, Gesamtwochen, AuszeichnungChartplatzierungen (Jahr, Titel, Album, Platzierungen, Wochen, Auszeichnungen, Anmerkungen) | Höchstplatzierung, Gesamtwochen, AuszeichnungChartplatzierungen (Jahr, Titel, Album, Platzierungen, Wochen, Auszeichnungen, Anmerkungen) | Anmerkungen |
| Jahr | Titel Album                            | IT | CH | ES | Anmerkungen |
| ---- | -------------------------------------- | --- | --- | --- | ----------- |
| 2001 | Tre parole Ricordatevi dei fiori       | IT1 (28 Wo.)IT | CH34 (19 Wo.)CH | ES5 (10 Wo.)ES |             |
| 2001 | Tutto fa l’amore Ricordatevi dei fiori | IT43 (3 Wo.)IT | — | — |             |
| 2003 | Luna di lana Osservi l’aria            | IT40 (7 Wo.)IT | — | — |             |

- Tutte le mattine (2002)
- Pensavo a te (2002)
- Ti dirò (2004)

## Bibliografie
- Valeria Rossi: Tre parole dopo. Riflessioni intorno al successo. Effequ, 2015, ISBN 978-8898837151.

## Belege
1. ↑  Daniela Monti: «Sole, cuore, amore»: ecco il tormentone dell’estate. La canzone di Valeria Rossi impazza nelle radio, il ritornello si sente ovunque. «Ed è nato per caso». In: Corriere della Sera. RCS MediaGroup, 12. Juli 2001, S. 21 (Archivartikel (Memento vom 17. Oktober 2015 im Internet Archive) [abgerufen am 22. Mai 2016]).
2. ↑  Andrea Laffranchi: Nell’anno della crisi vince Vasco. In: Corriere della Sera. RCS MediaGroup, 8. Januar 2002, S. 32 (Archivartikel (Memento vom 11. September 2012 im Internet Archive) [abgerufen am 21. Mai 2016]).
3. ↑  Cucinare cantando con Valeria Rossi. In: LaStampa.it. 9. Oktober 2014, archiviert vom Original am 16. Oktober 2014; abgerufen am 24. März 2020 (italienisch).
4. ↑  Francesco Agostino: Valeria Rossi / “La gente non parla” è il suo inedito ma la giuria lo stronca! (Ora o mai più). In: IlSussidiario.net. 29. Juni 2018, abgerufen am 24. März 2020 (italienisch).
5. ↑  Chartquellen (Alben):
  - Guido Racca & Chartitalia: Top 100 FIMI Album. Lulu, 2013, S. 162.
  - Alben von Valeria Rossi. In: hitparade.ch. Hung Medien, abgerufen am 24. März 2020.
6. ↑  Chartquellen (Singles):
  - Guido Racca & Chartitalia: Top 100 FIMI Singoli. Lulu, 2013, S. 140.
  - Songs von Valeria Rossi. In: hitparade.ch. Hung Medien, abgerufen am 24. März 2020.
  - Songs von Valeria Rossi. In: Spanishcharts.com. Hung Medien, abgerufen am 24. März 2020.

| Personendaten    | Personendaten                             |
| ---------------- | ----------------------------------------- |
| NAME             | Rossi, Valeria                            |
| KURZBESCHREIBUNG | italienische Popsängerin und Songwriterin |
| GEBURTSDATUM     | 7. März 1969                              |
| GEBURTSORT       | Tripolis, Libyen                          |